# 비버브루크역
비버브루크역(독일어: Biberbrugg)은 스위스 슈비츠주와 포이지스베르크 시정촌에 있는 기차역이다. 그것은 비버브루크의 인근 마을에서 이름을 가져왔다. 역은 페티콘 SZ에서 아트-골다우선까지, 베덴스빌에서 아인지델른까지의 철도 노선은 쥐토스트반 소유이다. 2개의 노선은 역의 남쪽과 동쪽으로 회사를 나눈다.

## 운행편
다음 서비스는 비버브루크에서 정차한다.
- 포어알펜 익스프레스 : 루체른과 장크트갈렌 사이를 매시간 운행한다.
- 취리히 S-반 :
  - S13: 아인지델른과 베덴스빌 사이를 30분 간격으로 운행한다.
  - S40: 아인지델른과 라퍼스빌 사이 30분 간격 운행.
- 루체른 S-반 S31: 아트-골다우까지 매시간 운행.